# Буонметхуот
Буонметхуо́т (Метхуот) (вьет. Buôn Ma Thuột, буонматхуот) — город в центральном нагорье Вьетнама, административный центр провинции Даклак. Один из семи городов первой категории во Вьетнаме. Известен как «кофейная столица» и как «столица тхыонгов».

## География
Город Буонметхуот находится в 1396 км от Ханоя и в 345 км от Хошимина. Туристы посещают город чаще всего в рамках тура в центральное нагорье.
Средняя температура в Буонметхуоте 23 °C.
В окраинах города находятся плантации чая и кофе.

## Население
Город стал административным центром провинции Даклак ещё в бытность Французского Индокитая, в 1909 году. В 2019 году численность населения составляет 375 590 человек.

## Транспорт
Аэропорт в 10 км от города. В планах есть строительство железной дороги до города Туихоа (Фуйен), а в дальнейшем — и во всём центральном нагорье, где Буонметхуот станет главным железнодорожным узлом региона.